# Kaliglagah (Kemiri)
Kaliglagah is een bestuurslaag in het regentschap Purworejo van de provincie Midden-Java, Indonesië. Kaliglagah telt 1162 inwoners (volkstelling 2010).